# مسائل الصحة الجنسية والإنجابية
مسائل الصحة الجنسية والإنجابية، كانت تُعرف سابقًا بمسائل الصحة الإنجابية، وهي دورية أكاديمية متاحة للمراجعة من الأكاديميين عن الصحة الجنسية والإنجابية، وقد تأسست الدورية في عام 1993 من قبل مارج بيرير، ورئيسة التحرير حاليا جوليا حسين والرئيسة التنفيذية للمجلة ايستر كيسمودي.

## التلخيص والفهرسة
الدورية تم تلخيصها وفهرستها في:
- المحتويات الحالية / العلوم الاجتماعية والسلوكية
- مدلاين/ ببمد
- الببليوغرافيا الدولية للعلوم الاجتماعية
- قاعدة بيانات اكسريبتا ميديكا / Embase
- مؤشر اقتباس العلوم الاجتماعية
- ملخصات اجتماعية
- سكوبس

كان معامل تأثير المجلة لعام 2017 : 1.421

## وصلات خارجية
- الموقع الرسمي

- الموقع الرسمي
- موقع الدورية